# Daouda Karaboué
Daouda Karaboué (* 11. Dezember 1975 in Abidjan, Elfenbeinküste) ist ein ehemaliger französischer Handballtorwart ivorischer Herkunft.

## Leben
Er spielte zuletzt bei Fenix Toulouse Handball in der ersten französischen Liga und in der französischen Handballnationalmannschaft. Zuvor war er bei Montpellier HB aktiv. Im Mai 2013 beendete er seine Karriere.
Im Jahr 2000 wechselte Karaboué die Staatsbürgerschaft und ist seitdem französischer Staatsbürger.
Seit Oktober 2015 ist Karaboué als Torwarttrainer bei Pays d’Aix UC tätig.

## Erfolge
- 5 × Französischer Meister
- 2 × französischer Pokalsieger

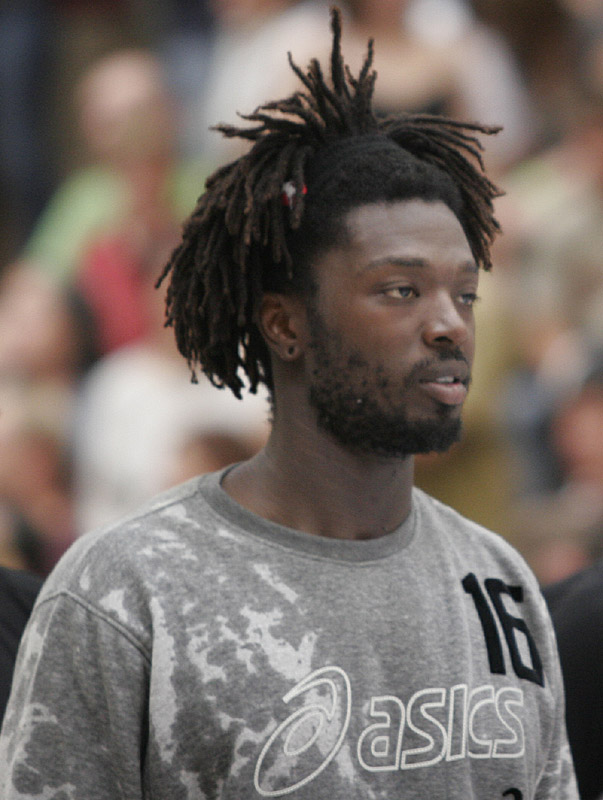
Daouda Karaboué am 11. August 2007

- Bronzemedaille bei der Weltmeisterschaft 2003
- Bronzemedaille bei der Europameisterschaft 2008
- Goldmedaille bei den Olympischen Spielen 2008
- Goldmedaille bei der Weltmeisterschaft 2009
- Goldmedaille bei der Europameisterschaft 2020
- Goldmedaille bei der Weltmeisterschaft 2011
- Goldmedaille bei den Olympischen Spielen 2012